# Cozumel
Cozumel (pronunție în spaniolă [kosu'mel]) este o insulă și o municipalitate din Marea Caraibilor, aparținând Mexicului, aflată pe coasta estică a Peninsulei Yucatán, în dreptul Plajei Carme (în original, Playa del Carmen. Este separată de continent de Canalul Cozumel, fiind în apropierea Canalului Yuatán Channel. Municipalitatea aparține statului Quintana Roo. Orașul cel mai mare de pe insulă este San Miguel de Cozumel.
Economia municipalității Cozumel este bazată în special pe turism, vizitatorii beneficiind de stațiunile balneare (așa numitele balnearios, scuba diving și alte forme de înot la suprafață și subacvatic (precum snorkeling).

## Guvern local

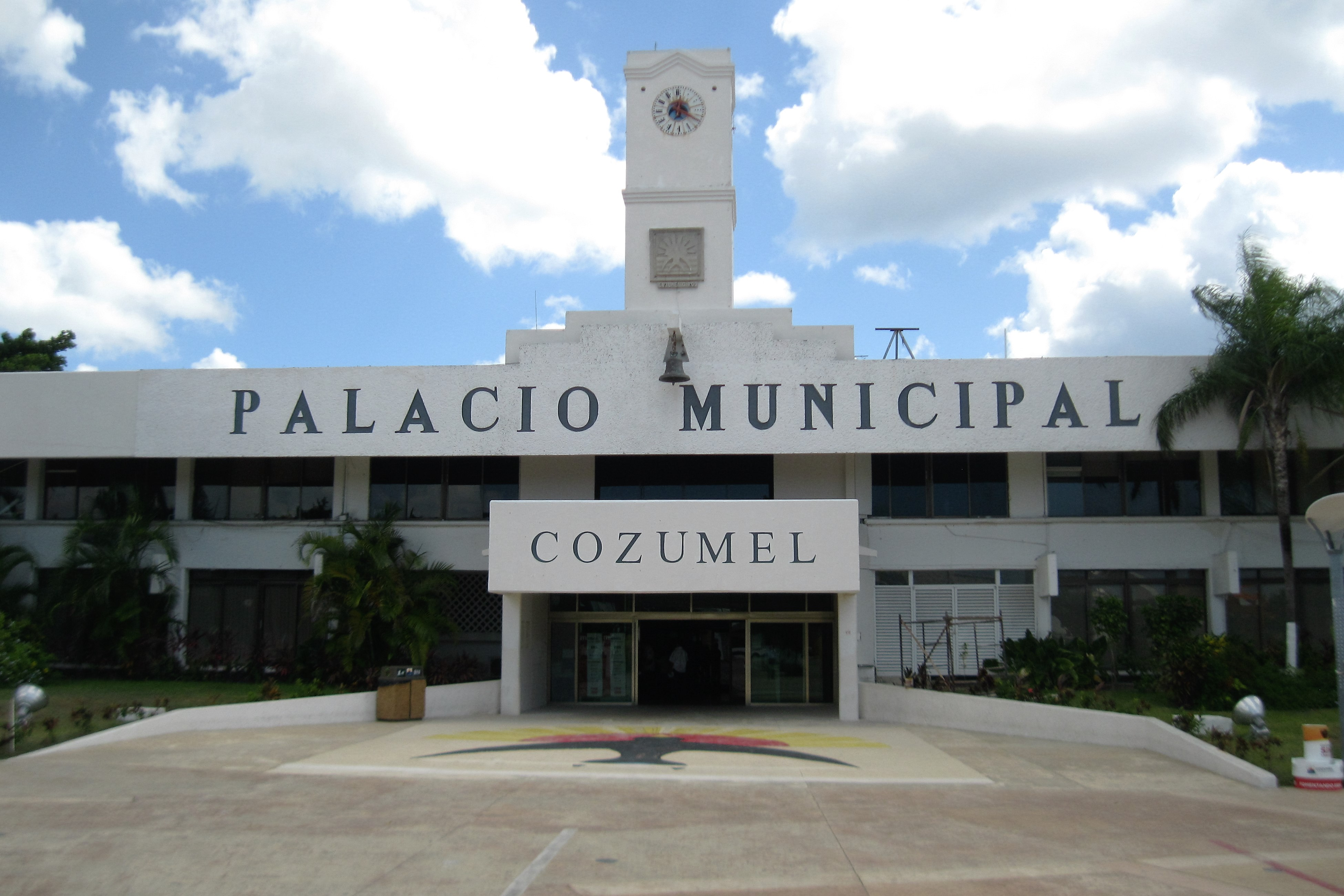
Sediul guvernului municipal al insulei și municipalității din Cozumel, aflat în San Miguel de Cozumel

Municipalitatea Cozumel este una din cele 11 en  municipalități ale statului Quintana Roo. Sediul guvernului local se găsește în San Miguel de Cozumel, cel mai mare oraș al insulei și al municipalității.